# Austalis resoluta
Austalis resoluta är en tvåvingeart som först beskrevs av Walker 1858.  Austalis resoluta ingår i släktet Austalis och familjen blomflugor. Inga underarter finns listade i Catalogue of Life.